# ホセ・アルファロ
ホセ・アルベルト・アルファロ・ガッソ（José Alberto Alfaro Gazo、男性、1983年11月22日 - ）は、ニカラグアのプロボクサー。元WBA世界ライト級レギュラー王者。

## 来歴
2004年2月28日、祖国ニカラグアで初回KO勝利でプロデビューを飾る。
2006年5月12日、空位のWBAフェデカリブスーパーライト級王座決定戦に出場するが、10回判定で敗れる。
2006年10月6日、空位のWBAフェデセントロライト級王座決定戦に出場するがまたしても判定で敗れる。その後、ニカラグアでノンタイトル戦をいくつか行い、それらをKO勝利で飾る。
2007年7月13日、空位のWBAフェデボルライト級王座決定戦でロサノ・ローレンスと対戦し、2回KO勝ち。王座を獲得した。
2007年12月29日、WBA世界ライト級レギュラー王座決定戦でプラウェート・シンワンチャーと対戦し、判定勝ちで王座を獲得した。
2008年5月19日、ディファ有明で小堀佑介（角海老宝石ボクシングジム）に3回KO負けを喫し、初防衛に失敗し、王座陥落した。
2009年10月31日、WBC世界ライト級暫定王座決定戦でアントニオ・デマルコと対戦し、10回TKO負けで王座獲得に失敗した。

## 獲得タイトル
- WBA世界ライト級レギュラー王座（防衛0）